# Mistrovství světa v atletice 2011 – Ženy skok daleký
 Skok daleký žen na Mistrovství světa v atletice 2011 se uskutečnil 27. a 28. srpna. Ve finále zvítězila obhájkyně světového prvenství z Mistrovství světa v atletice 2009 Američanka Brittney Reeseová skokem dlouhým 6,82 metru. Na druhém místě se umístila Ruska Olga Kučerenková (6,77 m) a na třetím reprezentantka Lotyšska Ineta Radevičová (6,76 m).

## Výsledky finále
| *                | Sportovec                       | 1    | 2    | 3    | 4    | 5    | 6    | Skok   |
| ---------------- | ------------------------------- | ---- | ---- | ---- | ---- | ---- | ---- | ------ |
| Zlatá medaile    | Brittney Reeseová               | 6,82 | ×    | ×    | ×    | ×    | ×    | 6,82 m |
| Stříbrná medaile | Olga Kučerenková                | 6,48 | 6,56 | 6,65 | 6,77 | ×    | ×    | 6,77 m |
| Bronzová medaile | Ineta Radevičová                | 6,61 | 6,63 | 6,66 | 6,61 | ×    | 6,76 | 6,76 m |
| 4                | Nastassia Mirončiková-Ivanovová | ×    | 6,71 | 6,74 | ×    | ×    | ×    | 6,74 m |
| 5                | Carolina Klüftová               | ×    | 6,44 | 6,56 | ×    | 6,37 | ×    | 6,56 m |
| 6                | Janay DeLoachová                | 6,32 | 6,39 | ×    | ×    | 6,32 | 6,56 | 6,56 m |
| 7                | Darja Klišinová                 | 6,39 | 6,30 | 6,49 | ×    | 6,50 | 6,33 | 6,50 m |
| 8                | Karin Melisová Meyová           | ×    | 6,44 | ×    | ×    | 6,44 | 6,19 | 6,44 m |
| 9                | Mayookha Johnyová               | 6,37 | 6,31 | 6,26 |      |      |      | 6,37 m |
| 10               | Naide Gomesová                  | ×    | 6,16 | 6,26 |      |      |      | 6,26 m |
| 11               | Maurren Maggiová                | ×    | ×    | 6,17 |      |      |      | 6,17 m |
|                  | Funmi Jimohová                  | ×    | ×    | ×    |      |      |      | NM     |